# Buffalo Bills 2021
La stagione 2021 dei Buffalo Bills è stata la 62ª della franchigia, la 52ª nella National Football League e la quinta con Sean McDermott come capo-allenatore.
Anche se non riuscirono a pareggiare il record di 13-3 della stagione precedente, i Bills vinsero la AFC East per il secondo anno consecutivo, la prima volta che bissarono il titolo di division dal 1991. La stagione regolare si concluse con un bilancio di 11–6 e il terzo posto nel tabellone della AFC. Statisticamente, i Bills ebbero la miglior difesa della lega, il miglior differenziale di punti e il più alto margine di vittoria. Tutte le vittorie giunsero per più di un possesso mentre tutte le sconfitte per al massimo un possesso.
I Bills sconfissero i loro rivali di division, i New England Patriots nel turno delle wild card, una partita contrassegnata dal fatto che divennero la prima squadra a segnare un touchdown in ogni drive offensivo. Opposti ai Kansas City Chiefs nel divisional round, i Bills persero nel duello tra i quarterback Josh Allen e Patrick Mahomes. Anche se i Bills si portarono in vantaggio di 3 punti a tre secondi dal termine, i Chiefs riuscirono a segnare il field goal del pareggio nel drive successivo e vinsero ai tempi supplementari. Fu il secondo anno consecutivo che i Bills vennero eliminati dai Chiefs.

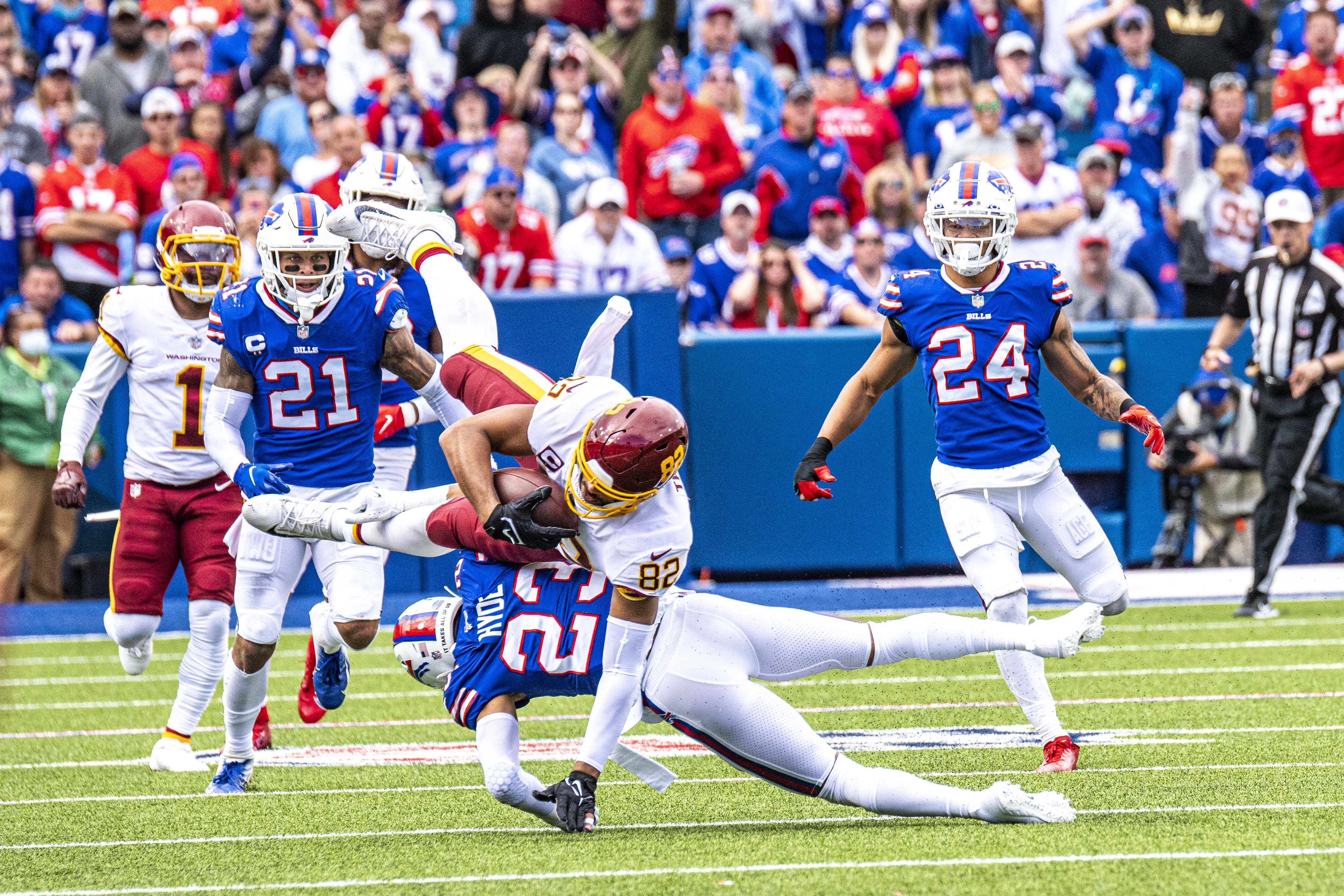
La partita contro Washington della settimana 3

## Scelte nel Draft 2021
| Scelte dei Bills nel Draft 2021 |        |                   |       |               |                                              |
| Giro                            | Scelta | Giocatore         | Ruolo | College       | Note                                         |
| 1                               | 30     | Gregory Rousseau  | DE    | Miami (FL)    |                                              |
| 2                               | 61     | Carlos Basham Jr. | DE    | Wake Forest   |                                              |
| 3                               | 93     | Spencer Brown     | OT    | Northern Iowa |                                              |
| 5                               | 161    | Tommy Doyle       | OT    | Miami (OH)    | da Las Vegas                                 |
| 6                               | 203    | Marquez Stevenson | WR    | Houston       | da Washington via Las Vegas, Miami e Houston |
| 6                               | 212    | Damar Hamlin      | S     | Pittsburgh    | da New Orleans via Houston                   |
| 6                               | 213    | Rachad Wildgoose  | CB    | Wisconsin     |                                              |
| 7                               | 236    | Jack Anderson     | OG    | Texas Tech    | da Carolina                                  |

## Roster
| Roster dei Buffalo Bills nel 2021 |
| --- |
| Quarterback - 17 Josh Allen - 10 Mitchell Trubisky Running Back - 22 Matt Breida - 25 Taiwan Jones - 20 Zack Moss - 26 Devin Singletary - 45 Christian Wade Wide Receiver - 11 Cole Beasley - 13 Gabriel Davis - 14 Stefon Diggs - 15 Jake Kumerow - 19 Isaiah McKenzie - 1 Emmanuel Sanders - 5 Marquez Stevenson Tight End - 41 Reggie Gilliam - 88 Dawson Knox - 89 Tommy Sweeney Offensive Linemen - 71 Ryan Bates T - 65 Ike Boettger G - 79 Spencer Brown T - 73 Dion Dawkins T - 72 Tommy Doyle T - 76 Jon Feliciano G - 74 Cody Ford T - 60 Mitch Morse C - 75 Daryl Williams T Defensive Linemen - 97 Mario Addison DE - 96 Carlos Basham Jr. DE - 94 Vernon Butler DT - 57 A.J. Epenesa DE - 55 Jerry Hughes DE - 98 Star Lotulelei DT - 93 Efe Obada DE - 91 Ed Oliver DT - 99 Harrison Phillips DT - 50 Gregory Rousseau DE - 61 Justin Zimmer DT Linebacker - 53 Tyrel Dodson OLB - 49 Tremaine Edmunds MLB - 54 A.J. Klein OLB - 44 Tyler Matakevich MLB - 58 Matt Milano OLB - 59 Andre Smith OLB Defensive Back - 31 Damar Hamlin S - 23 Micah Hyde SS - 30 Dane Jackson CB - 46 Jaquan Johnson FS - 24 Taron Johnson CB - 33 Siran Neal CB - 21 Jordan Poyer FS - 39 Levi Wallace CB - 27 Tre'Davious White CB Special Team - 2 Tyler Bass K - 3 Matt Haack P Lista delle riserve - 51 Bryan Cox Jr. DE (IR) - 62 Treyvon Hester DT (IR) Squadra di allenamento - 66 Jack Anderson T - 90 Brandin Bryant DT - 77 Jamil Douglas G - 4 Jake Fromm QB - 87 Tanner Gentry WR - 42 Joe Giles-Harris OLB - 37 Olaijah Griffin CB - 16 Isaiah Hodgins WR - 47 Cam Lewis CB - 56 Mike Love DE - 85 Quentin Morris TE - 36 Josh Thomas S - 7 Davis Webb QB - 32 Rachad Wildgoose CB - 28 Antonio Williams RB 53 attivi, 2 inattivi, 15 nella squadra di allenamento |
| Legenda - I rookie sono in corsivo. - Il primo ruolo è il principale mentre gli eventuali successivi indicano i ruoli secondari. - (IR) sta per Injured Reserve ed indica la lista ristretta per un solo giocatore infortunato che può tornare ad allenarsi dopo la settimana 6 e a rientrare in prima squadra dopo che questa ha giocato 8 partite. - (NF-Inj.) / (NF-Ill.) stanno rispettivamente per Non-Football Injured e Non-Football Illness ed indicano le liste dove viene inserito un giocatore che ha un infortunio o una malattia non dipendente dal football americano. - (PUP) sta per Physically Unable to Perform ed indica la lista dove viene inserito un giocatore mentre è in attesa di recuperare la condizione fisica. Nella stagione regolare dopo la sesta partita giocata dalla propria squadra, il giocatore ha tempo tre settimane per riprendere ad allenarsi, più tre settimane aggiuntive dal suo rientro agli allenamenti per rientrare in prima squadra. |

## Calendario
| Stagione regolare |                    |                          |                    |                    |                       |                    |
| Turno             | Data               | Avversario               | Risultato          | Record             | Stadio                | Sintesi            |
| 1                 | 12 settembre       | Pittsburgh Steelers      | S 16–23            | 0–1                | Highmark Stadium      | Recap              |
| 2                 | 19 settembre       | at Miami Dolphins        | V 35–0             | 1–1                | Hard Rock Stadium     | Recap              |
| 3                 | 26 settembre       | Washington Football Team | V 43–21            | 2–1                | Highmark Stadium      | Recap              |
| 4                 | 3 ottobre          | Houston Texans           | V 40–0             | 3–1                | Highmark Stadium      | Recap              |
| 5                 | 10 ottobre         | at Kansas City Chiefs    | V 38–20            | 4–1                | Arrowhead Stadium     | Recap              |
| 6                 | 18 ottobre         | at Tennessee Titans      | S 31–34            | 4–2                | Nissan Stadium        | Recap              |
| 7                 | Settimana di pausa | Settimana di pausa       | Settimana di pausa | Settimana di pausa | Settimana di pausa    | Settimana di pausa |
| 8                 | 31 ottobre         | Miami Dolphins           | V 26–11            | 5–2                | Highmark Stadium      | Recap              |
| 9                 | 7 novembre         | at Jacksonville Jaguars  | S 6–9              | 5–3                | TIAA Bank Field       | Recap              |
| 10                | 14 novembre        | at New York Jets         | V 45–17            | 6–3                | MetLife Stadium       | Recap              |
| 11                | 21 novembre        | Indianapolis Colts       | S 15–41            | 6–4                | Highmark Stadium      | Recap              |
| 12                | 25 novembre        | at New Orleans Saints    | V 31–6             | 7–4                | Caesars Superdome     | Recap              |
| 13                | 6 dicembre         | New England Patriots     | S 10–14            | 7–5                | Highmark Stadium      | Recap              |
| 14                | 12 dicembre        | at Tampa Bay Buccaneers  | S 27–33 (dts)      | 7–6                | Raymond James Stadium | Recap              |
| 15                | 19 dicembre        | Carolina Panthers        | V 31–14            | 8–6                | Highmark Stadium      | Recap              |
| 16                | 26 dicembre        | at New England Patriots  | V 33–21            | 9–6                | Gillette Stadium      | Recap              |
| 17                | 2 gennaio          | Atlanta Falcons          | V 29–15            | 10–6               | Highmark Stadium      | Recap              |
| 18                | 9 gennaio          | New York Jets            | V 27–10            | 11–6               | Highmark Stadium      | Recap              |

Note: gli avversari della propria division sono in grassetto.

### Playoff
| Playoff    |            |                           |               |        |                   |         |
| Turno      | Data       | Avversario (seed)         | Risultato     | Record | Stadio            | Sintesi |
| Wild Card  | 15 gennaio | New England Patriots (6)  | V 47–17       | 1–0    | Highmark Stadium  | Recap   |
| Divisional | 23 gennaio | at Kansas City Chiefs (2) | S 36–42 (dts) | 1–1    | Arrowhead Stadium | Recap   |

## Premi

### Premi settimanali e mensili
- Josh Allen

giocatore offensivo della AFC della settimana 3
- Tremaine Edmunds

difensore della AFC della settimana 4
- Gregory Rousseau

difensore della AFC della settimana 5
- Tyler Bass

giocatore degli special team della AFC del mese